# حور سميثي
حور سميثي (الاسم العلمي:Populus smithii) هو نوع هجين من النباتات يتبع جنس الحور من الفصيلة الصفصافية.